# Anna Dement'eva
Anna Jur'evna Dement'eva (in russo Анна Юрьевна Дементьева?; Samara, 28 dicembre 1994) è un'ex ginnasta russa.
È stata la campionessa nel concorso generale individuale e alla trave ai Campionati Europei 2011.

## Carriera
Nel 2008 compete ai Campionati Europei Junior a Clermont-Ferrand, Francia, vincendo la medaglia d'oro col team russo nel concorso generale a squadre. Alla Japan Cup nel luglio del 2009, Anna Dement'eva contribuisce a far vincere l'argento alla squadra russa. Compete anche al corpo libero (12.850 punti). Nell'agosto dello stesso anno compete alla Russian Cup dove vince il bronzo al concorso generale individuale (55.133 punti), l'argento alla trave con 14.300 punti e al corpo libero con 14.625 punti. Arriva anche quarta alle parallele asimmetriche (13.900 punti) e quinta al volteggio (13.475 punti).

### 2010: Campionati Mondiali di Rotterdam
In agosto, alla Russian Cup, vince l'oro alla trave con 15.375 punti e il bronzo al volteggio con 13.463 punti. Arriva anche ottava al concorso generale individuale e quarta al corpo libero. In ottobre, con 15 anni e 10 mesi di età, Anna è la più giovane ginnasta a competere ai Campionati Mondiali del 2010. Qui, contribuisce a far vincere l'oro alla squadra russa competendo alle parallele asimmetriche (13.366 punti), alla trave (14.400 punti) e al corpo libero (14.533 punti). Partecipa anche alla finale alla trave dove si posiziona al sesto posto con 13.966 punti. Nello stesso anno partecipa alla World Cup a Stoccarda dove vince l'argento al corpo libero e il bronzo alle parallele asimmetriche. Nella sua ultima competizione annuale, la Toyota Cup, vince l'argento alle parallele asimmetriche e arriva quinta al corpo libero. Arriva anche settima alla trave dopo esser caduta due volte.

### 2011: Campionati Europei di Berlino e Campionati Mondiali di Tokyo
Ai Campionati Nazionali russi del 2011 diventa la campionessa nazionale. Fa quattro buoni esercizi in tutti e quattro gli attrezzi, ottenendo 15.100 punti al corpo libero (il punteggio più alto di sempre tra tutte le sue compagne di squadra), 14.650 punti alle parallele asimmetriche, 14.350 punti alla trave e 13.950 punti al volteggio, per un totale di 58.050 punti. In seguito, Anna compete alla Bercy World Cup (Francia) dove vince il bronzo alla trave e al corpo libero.
In aprile, Anna Dement'eva partecipa ai Campionati Europei di Berlino dove vince l'oro al concorso generale individuale con 57.475 punti (0.755 punti in più della seconda classificata Elisabeth Seitz). La connazionale Aliya Mustafina, grande favorita, è costretta a ritirarsi a causa del suo infortunio al ginocchio durante il volteggio. Ottiene anche il punteggio più alto davanti alle italiane Carlotta Ferlito ed Elisabetta Preziosa alla trave con 15.150 punti. Arriva quarta al corpo libero e settima alle parallele asimmetriche. Al volteggio ottiene 13.600 punti. Il suo allenatore, Aleksander Aleksandrov commenta così la sua vittoria: "Non c'è una ginnasta più maniaca del lavoro, si è allenata duramente. Forse non ha le routine più difficili, ma è un esempio per tutta la squadra. Nessuno è come lei quando si parla di duro lavoro. Grazie a questo è riuscita a diventare campionessa europea. È bello quando gli atleti raggiungono certi scopi grazie al loro lavoro". Alla World Cup di Mosca a maggio vince la medaglia d'oro al corpo libero e alla trave. Vince anche l'argento alle parallele asimmetriche. Nel luglio dello stesso anno, l'allenatore Aleksandrov conferma che la Dement'eva si sta allenando per rendere più competitivi i suoi esercizi per i Campionati Mondiali del 2011 e le Olimpiadi Estive del 2012.
Successivamente, compete alla Russian Cup di Ekaterinburg tra il 17 e il 21 agosto. Vince il concorso generale con 59.800 punti (14.700 al volteggio, 14.975 alle parallele asimmetriche, 15.300 alla trave, 14.825 al corpo libero) davanti alla compagna Viktorija Komova, tornata a competere dopo un infortunio. Nel penultimo evento annuale, i Dinamo International a Penza, arriva solo quarta al concorso generale individuale con 55.675 punti. Arriva quarta al corpo libero e settima alla trave.
Ai Campionati Mondiali di Tokyo ha vinto l'argento nel concorso a squadre.

### 2013: Universiadi di Kazan
A luglio torna in Nazionale e partecipa alle Universiadi di Kazan, Russia. Compete a parallele, corpo libero e trave, dove ottiene rispettivamente 14.250, 13.550, 15.300 e aiuta la squadra russa a vincere la medaglia d'oro a squadre, staccando di 10 punti il Giappone, secondo classificato con 165.500 punti. Inoltre riesce a qualificarsi per la finale alla trave al primo posto. Il 10 luglio, nella finale ad attrezzo, cade e commette diverse imprecisioni, arrivando solamente al quinto posto.
A settembre si ritira definitivamente dall'attività agonistica.